# BCA (制作会社)
株式会社BCA（バンブークリエイティブ・エージェンシー）は、主にテレビ番組の制作及び、タレントのマネジメント、劇団公演のプロデュースを行っている日本の制作プロダクションである。

## 事業内容
- 映像制作本部

テレビ番組・ビデオソフト企画制作
映画・テレビドラマ制作
キャスティングプロデュース
- エンタテインメント事業本部

タレント・モデルマネージメント
タレント育成・スカウト・プロデュース
劇団公演プロデュース
- 総務部

人材開発・人材育成・人材派遣業務・経理課
人材派遣事業

## 制作実績

### 2010年現在、放送・制作中のテレビ番組
(業務提携/派遣先番組含)
TBS
- みのもんたの朝ズバッ!
- ひるおび!

ANB
- テラコヤ!

CX
- 限定品コラボネーゼⅡ
- 独占!金曜日の告白

東海テレビ

- 昼帯ドラマ 10月期

### 映画
- 半次郎(企画/主演 榎木孝明・AKIRA(EXILE)・白石美帆)メイキング

## 所属タレント
- 宮下 直紀
- 茂山 哲

## BCAタレントアカデミー
- 本科
- シニア科
- ダンス科